# Xenofrea larrei
Xenofrea larrei là một loài bọ cánh cứng trong họ Cerambycidae.